# Milomir Stakić
Milomir Stakić (Marićka, Prijedor, 19. siječnja 1962.), predsjednik samoproglašene Skupštine srpskog naroda općine Prijedor, predsjednik Savjeta za narodnu obranu iste općine i predsjednik ratnog predsjedništva tijekom rata u Bosni i Hercegovini. Međunarodni sud za ratne zločine počinjene na području bivše Jugoslavije osudio ga je zbog ratnih zločina na 40 godina zatvora.

## Mlade godine
Dr. Stakić je karijeru započeo kao ljekar. Studirao je medicinu na Medicinskom fakultetu sveučilišta u Banjoj Luci i nakon diplome počeo stažirati u tom gradu. Godine
1989. ljekarsku je karijeru nastavio u Tesliću. Potom se zaposlio u Domu zdravlja u Omarskoj, a njegov posao je uključivao rad u službi hitne pomoći i seoskim ambulantama u Lamoviti i Kevljanima. Stakić se 1987. oženio Božanom Cuk iz sela Busnovi. Dobili su dvoje djece.
Prije višestranačkih izbora u Bosni i Hercegovini 1990. godine, sudjelovao je u osnivanju mjesnog ogranka Narodne radikalne stranke "Nikola Pašić" i postao predsjednik te stranke za područje Omarske. Srpska demokratska stranka  ga je predložila za potpredsjednika Skupštine, na koju je funkciju imenovan 4. siječnja 1991.

## Rat u Bosni
Dana 7. siječnja 1992., članovi Skupštine općine Prijedor srpske nacionalnosti i predsjednici općinskih odbora SDS-a proglasili su paralelnu Skupštinu srpskog naroda općtine Prijedor. Za predsjednika te Skupštine izabran je dr. Milomir Stakić. Deset dana kasnije, odlukom koju je potpisao dr. Stakić, Skupština je odobrila "udruživanje srpskih teritorija općine Prijedor u Autonomnu regiju Bosanska Krajina" (ARK). Krajem travnja 1992. u općini je osnovano više tajnih srpskih policijskih stanica, a više od 1.500 naoružanih ljudi bilo je spremno da preuzme vlast. U noći s 29. na 30. travnja 1992. izvršeno je nasilno preuzimanje vlasti, koje je predvodio SDS.
Na mjesto legitimnih centralnih organa došli su članovi SDS-a i kadrovi lojalni SDS-u. Prije svega, dr. Stakić dolazi na mjesto predsjednika Skupštine općine izabranog na slobodnim izborima, profesora Čehajića. Skupštinu općine je zamijenio Krizni štab, kasnije preimenovan u Ratno predsjedništvo, čiji je sastav bio gotovo identičan sastavu Savjeta za narodnu obranu i kojim je također predsjedavao dr. Stakić. Krizni štab se u razdoblju odmah nakon preuzimanja vlasti sastajao veoma često, te je usvojio brojne odluke, naloge i druge akte. Krizni štab je odlučio da se osnuju logori Omarska, Keraterm i Trnopolje.

## Suđenje u Haagu
ICTY je prvu optužnicu podigao 1997. Stakića su 2001. uhitile srbijanske vlasti. Suđenje je započelo 16. travnja 2002., a završilo 15. travnja 2003. nakon 150 dana rasprave. Ukupno je u spis uvršteno 1448 dokaznih predmeta. Sudsko vijeće je između ostalog utvrdilo da je u općini Prijedor vršen progon Bošnjaka i Hrvata:
Srpska strana u BiH, Predsjedništvo, Vlada, Savjet za nacionalnu sigurnost, donijela je strateške prioritete srpskog naroda, odnosno strateške ciljeve srpskog naroda. Za drugi strateški cilj se kaže:
Utvrđeno je da je između siječnja 1991. i rujna 1992. dr. Stakić bio na raznim funkcijama s vlašću nadređenog, te da je 1992. bio vodeća politička ličnost u općini Prijedor. Jedan svjedok je u Haagu izjavio: "U Prijedoru nije bilo ni de facto ni de jure vlasti,
niti ikoga tko bi bio iznad dr. Stakića". Vršio je propagandu i donosio odluke o progonima i ubojstvima. 
Stakić je omogućavao koordinaciju vojske i policije s civilnim vlastima. Razna tijela kojima je Stakić bio na čelu također su pružala logističku i financijsku pomoć vojsci. Stakić je oslobođen optužbe za genocid jer je sudsko vijeće zaključilo da se u Prijedoru nije dogodio zločin takve kategorije, ali je proglašen krivim za "teške slučajeve progona, istrebljenja i deportacije" te ubojstvo ukupno 1.500 ljudi tijekom pokolja u Prijedoru. Osuđen je isprva na doživotni zatvor, no nakon podignute žalbe presuda mu je umanjena te je pravomoćnom presudom osuđen na 40 godina zatvora.

## Vanjske poveznice
- Sažetak presude